# Baliangao

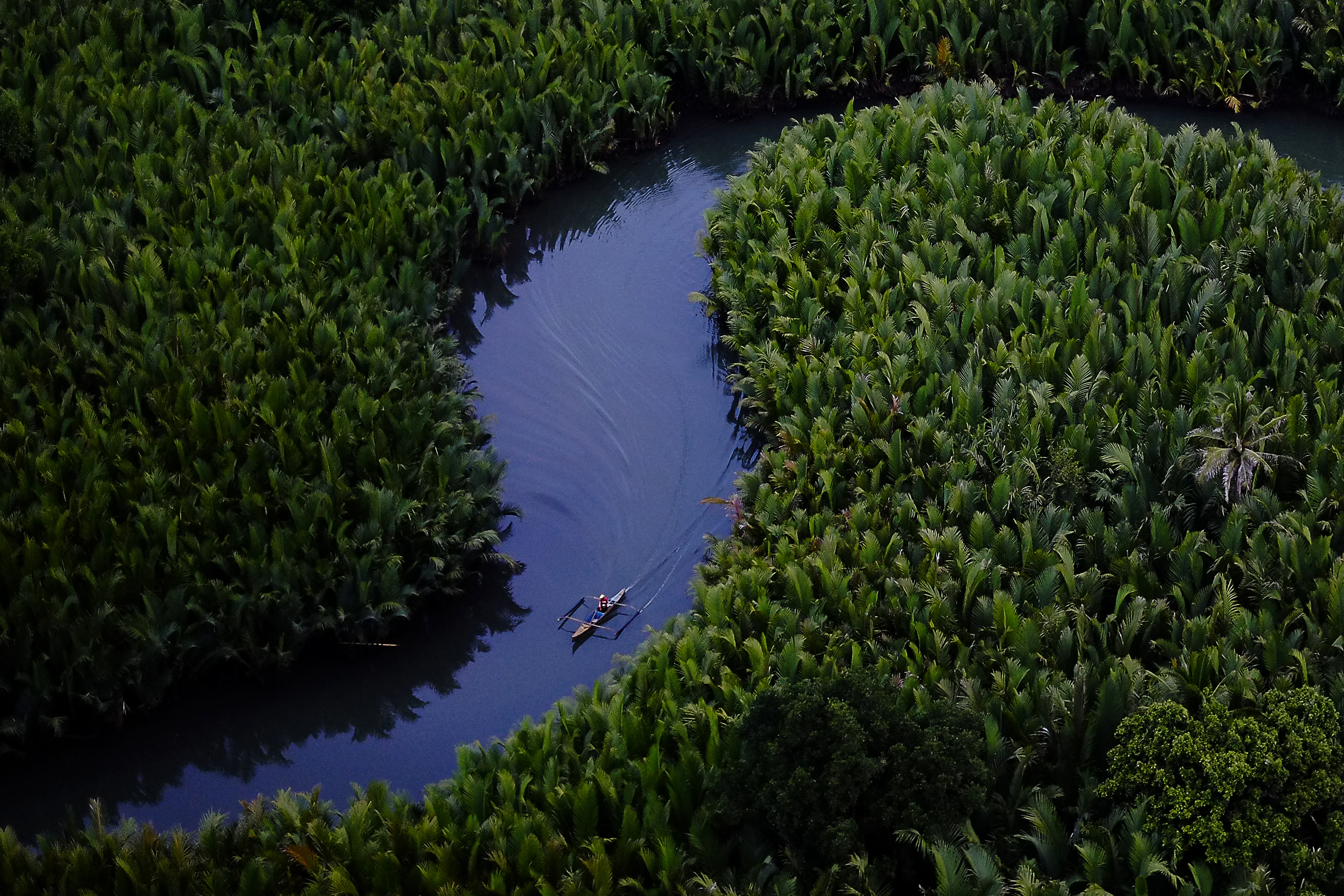
Un pêcheur navigue sur la rivière Dioyo près de Baliangao. Octobre 2017.

Baliangao est une localité de la province du Misamis Occidental, aux Philippines. En 2015, elle compte 17 092 habitants.